# Fuentes Carrionas

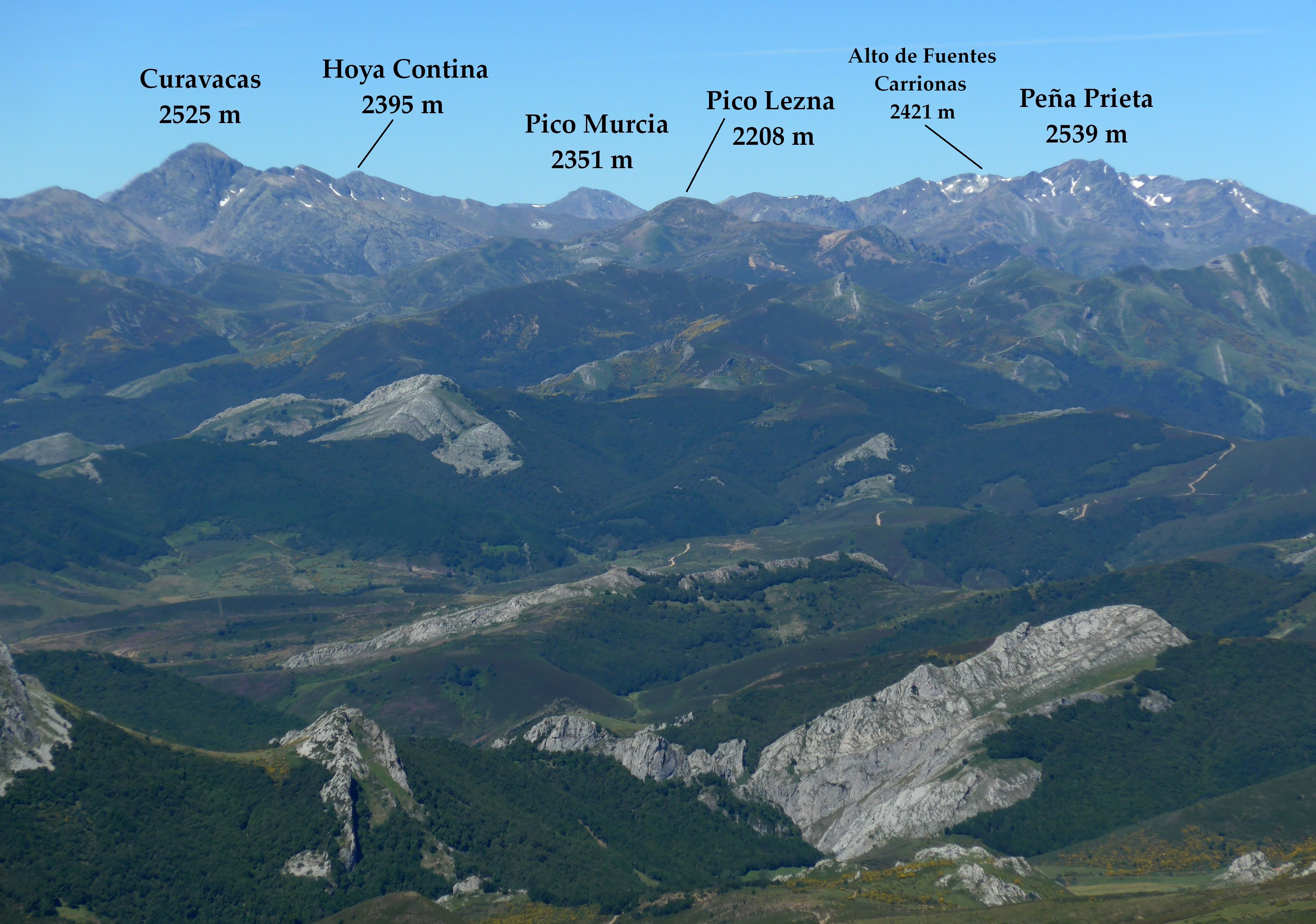
Gipfel in der Provinz Palencia

Die Fuentes Carrionas („Quellen des Carrión“) sind ein südlich an die Bergkette der Picos de Europa anschließendes Kalkstein-Massiv innerhalb des Kantabrischen Gebirges im Norden Spaniens. Es erstreckt sich über den äußersten Süden der autonomen Gemeinschaft Kantabrien sowie die nördlichen Teile der Provinzen Palencia und León in der Region Kastilien-León. Der Bergstock befindet sich im Naturpark Fuentes Carrionas und Fuente Cobre-Montaña de Palencia.

## Geologie und Geographie
Die Fuentes Carrionas sind ein ausgeprägt verkarstetes Faltengebirge aus der Zeit des Karbon, welches durch Zusammenstoßen der iberischen Halbinsel mit der afrikanischen Platte entstand. In den Fuentes Carrionas befinden sich auf einer sehr kompakten Fläche etwa 30 Gipfel mit über 2000 m Höhe. Der höchste Gipfel des Gebirges ist der Peña Prieta (2539 m). Auf Grund der Nähe zum etwa 30 Kilometer (Luftlinie) entfernten Golf von Biskaya ist das Klima der Gebirgskette durch hohe Luftfeuchtigkeit und ausgiebige Niederschläge gekennzeichnet.

### Flora
Man findet Rotbuchen- und Eichenwälder, die typisch für Nordspanien sind, aber auch Bäume und Pflanzen, wie die Stein- oder Korkeiche, die normalerweise in Gebieten mit Mittelmeerklima wachsen. Kiefern und Tannen, die in den Pyrenäen weit verbreitet sind, gehören nicht zur autochthonen Pflanzenwelt des Kantabrischen Gebirges.

### Fauna
Im Nationalpark befinden sich Rückzugsgebiete vieler bedrohter Tierarten wie die des Auerhahns, des europäischen Braunbären, des Iberischen Wolfes; der Bartgeier wurde in den 50er Jahren ausgerottet und man versucht ihn wieder ansässig zu machen. Zahlreich sind hingegen die Gämsen, Wildschweine, Rehe, Hirsche und Steinadler.

## Berggipfel

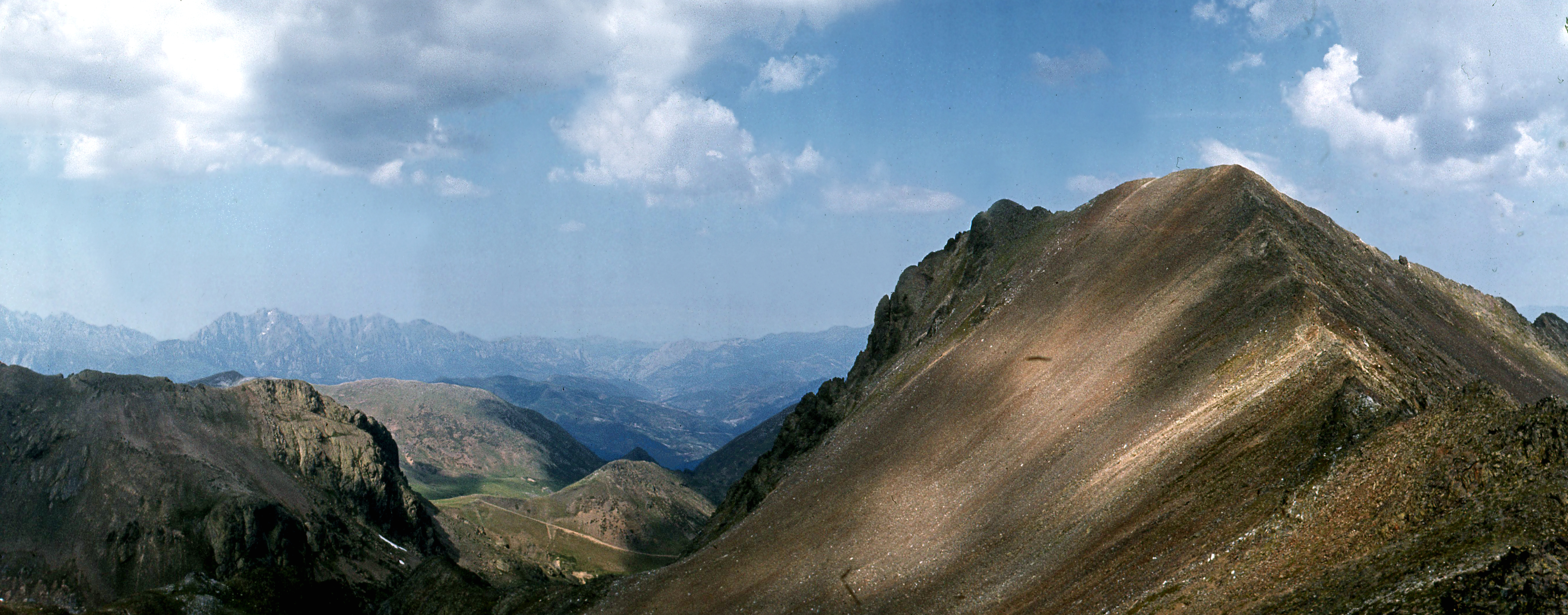
Peña Prieta (2539 m)
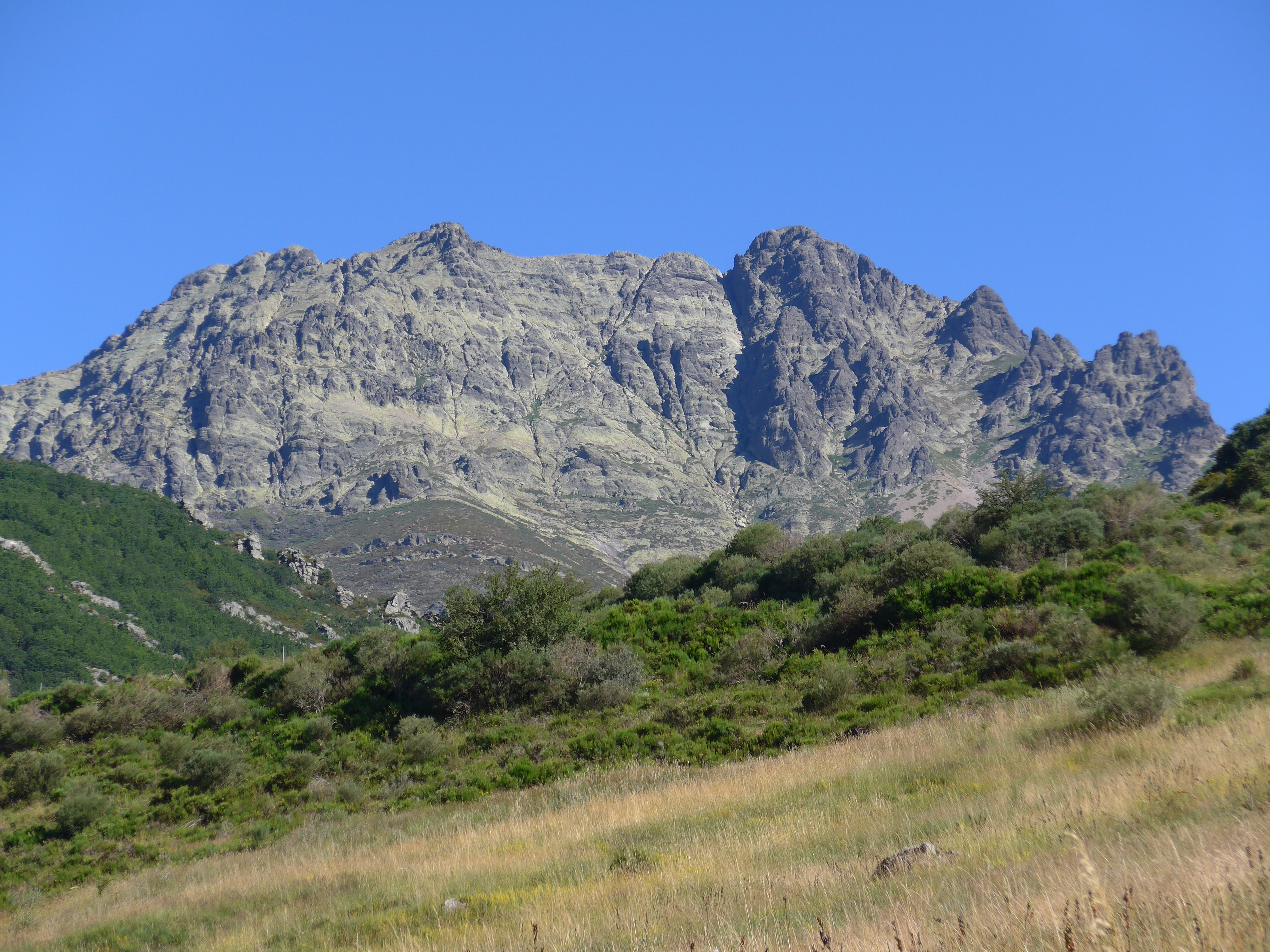
Curavacas (2524 m)
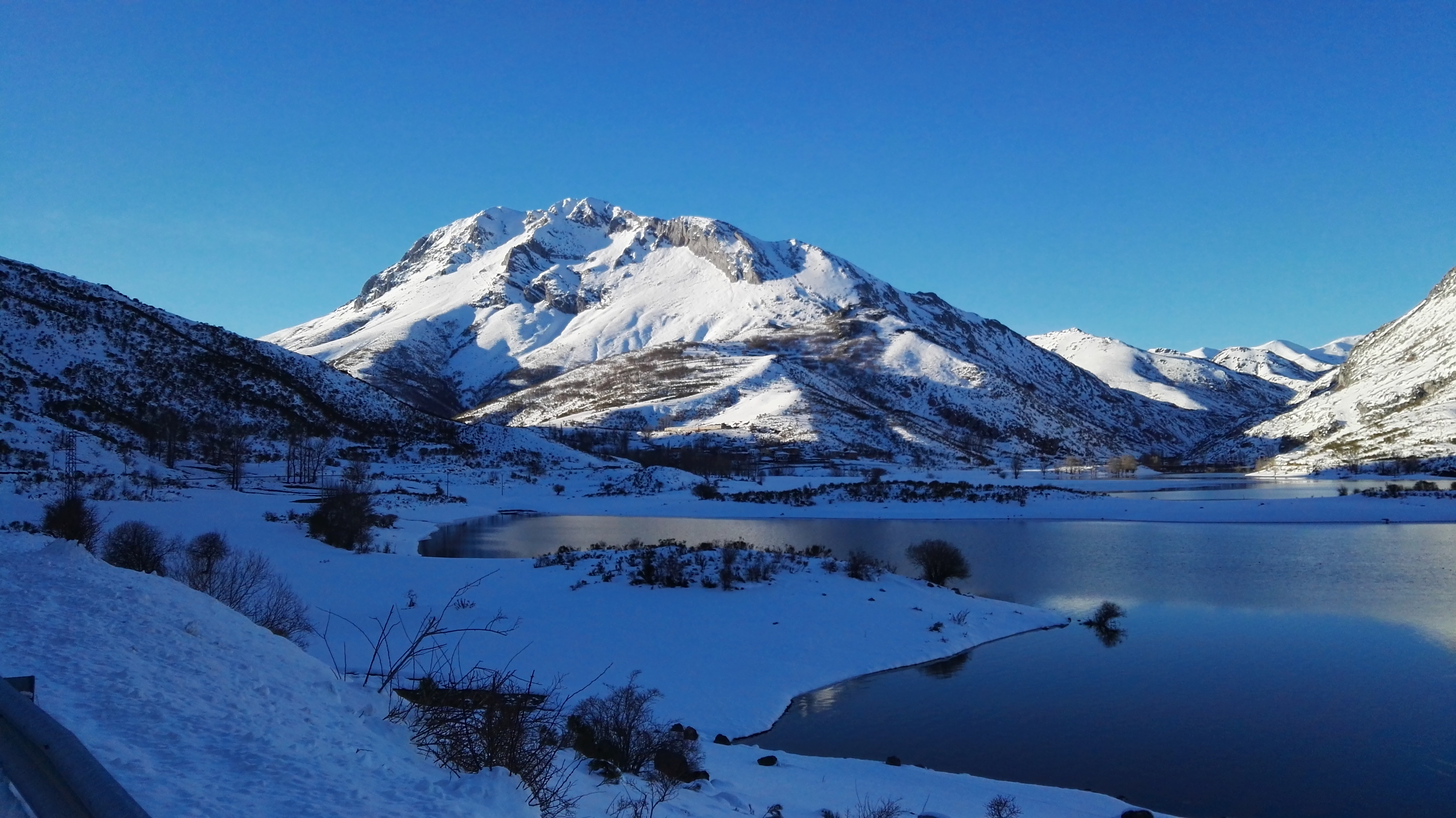
Espigüete (2451 m)
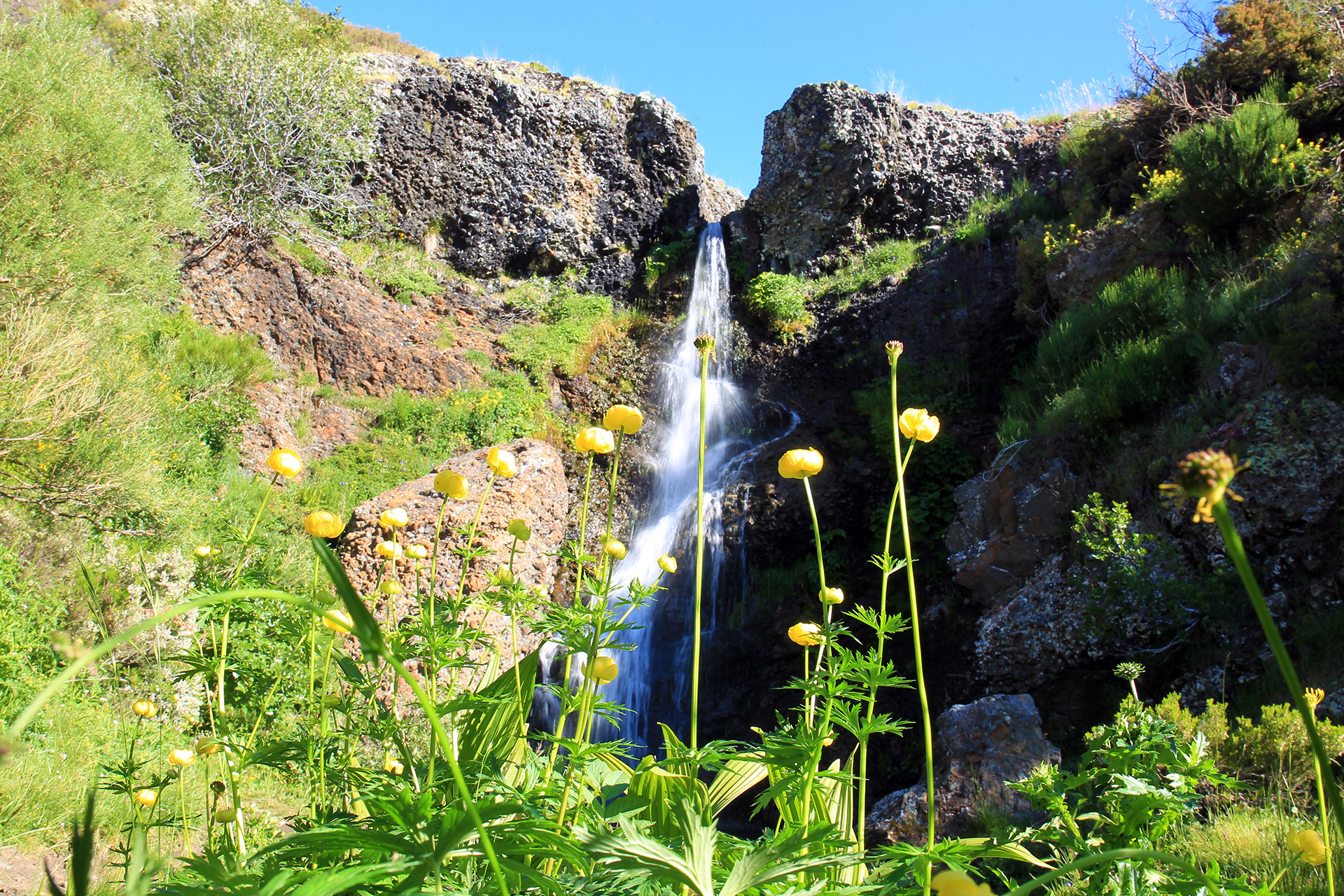
Cascada de Mazobre